# حزب الوحدة والتنمية
حزب الوحدة والتنمية هو حزب سياسي في موريتانيا بقيادة محمد بارو.

## التاريخ
فاز الحزب بثلاثة مقاعد في انتخابات 2013 البرلمانية.